# Пагден, Энтони
Энтони Пагден (англ. Anthony Robin Dermer Pagden; род. 27 мая 1945, Англия) — британско-американский историк-европеист и политолог, которого занимают интеллектуальная история и политическая теория империализма. Доктор философии, заслуженный профессор Калифорнийского университета в Лос-Анджелесе.

## Биография
Обучался в Сантьяго (Чили), Лондоне, Барселоне и Оксфорде; в последнем получил степени бакалавра, магистра и доктора философии. Являлся феллоу Мертон-колледжа, старшим исследовательским феллоу Warburg Institute (Лондон), профессором истории Европейского университетского института (Флоренция), феллоу кембриджского Кингс-колледжа, именным профессором (Harry C. Black Professor) истории Университета Джонса Хопкинса. Представитель британской школы международной мысли. Первоначально исследовал Испанскую империю и ее влияние на Америку. Двумя взаимосвязанными направлениями его исследований являются европеистика и империализм. Stuart Kelly (literary critic) отмечал, что его труд The Enlightenment «резкий, пристрастный и всегда готов игнорировать факт в пользу тезиса». «Его [Пагдена] мысли эклектичны», — отмечала критик Miriam Cosic.
Писал для New Republic, National Interest, New York Times, Los Angeles Times, El Pais (Spain), Il Sole 24 Ore (Italy), London Review of Books, Times Literary Supplement the Literary Review, History Today. Одно время по-дружески близок был с Карло Гинзбургом. Женат на Giulia Sissa, есть дети.
Автор более десятка книг, переводившихся на ряд языков.
- The Fall of Natural Man: The American Indian and the Origins of Comparative Ethnology (1987)
- The Uncertainties of Empire: Essays in Iberian and Ibero-American Intellectual History (Ashgate, 1994)
- European Encounters with the New World: From Renaissance to Romanticism (Yale University Press, 1994)
- Lords of All the World: Ideologies of Empire in Spain, Britain and France, 1500—1800 (New Haven, CT, 1998)[14]
- Peoples and Empires (Random House, 2001)
- Worlds at War: The 2,500 Year Struggle Between East and West (Oxford University Press, 2008) Первая глава
- The Enlightenment — and why it still matters (Random House and Oxford University Press 2013) {Рец., , , }[15]
- The Burdens of Empire: 1539 to the Present (Cambridge University Press, 2015) {Рец., , }
- The Pursuit of Europe: A History (Oxford University press, 2022) {Рец.}[16]

Редактор Facing Each Other: The World's Perception of Europe and Europe's Perception of the World (Ashgate, 2000) и The Idea of Europe: From Antiquity to the European Union (Cambridge University Press, 2002) {Рец.}. Соредактор Colonial Identity in the Atlantic World, 1500—1800.